# ادی کوکران
ادی کوکران (به انگلیسی Eddie Cochran) (زاده ۳ اکتبر ۱۹۳۸ - درگذشته ۱۷ آوریل ۱۹۶۰) هنرمندِ آمریکایی و پیشرو در سبک راک اند رول (rock & roll)بود؛ که تاثیر بسیار مهمی بر سبک راک داشت. C'mon Everybody، Somethin' Else و Summertime Blues از شاخص‌ترین کارهای او هستند. او علاوه بر خوانندگی و نواختن گیتار، می‌توانست پیانو، درامز و بیس هم بنوازد.
کوکران در مینه سوتا به دنیا آمد و در اوایل دهه پنجاه همراه با خانواده‌اش به کالیفرنیا مهاجرت کرد. او از سنین پایین شیفته موسیقی بود. در گروه سرود مدرسه موسیقی می‌نواخت و مشغول یادگیری گیتار بلوز شد. در ۱۹۵۵ در طی یک شو موسیقی با گیتاریستی به نام هانک کوکران ملاقات کرد، آن‌ها همکاری دونفره‌ای را شروع کردند و با این که رابطهٔ فامیلی با هم نداشتند، نام برادران کوکران را برای خود انتخاب کردند. همکاری آن‌ها یک سال بیشتر طول نکشید.
نخستین موفقیت کوکران تابستان ۱۹۵۶ و در فیلم کمدی و موزیکال The Girl Can't Help It رقم خورد. او در این فیلم آهنگ Twenty Flight Rock را اجرا کرد. موسسه لیبرتی رکوردز بلافاصله با او قراردادی برای ضبط کارهایش امضا کرد.
کوکران در ۲۱ سالگی و در اثر یک تصادف در انگلیس (سال ۱۹۶۰) کشته شد. او برای برگزاری تور بریتانیایی اش به انگلیس رفته بود. گرچه موفق‌ترین آهنگ‌های او در زمان حیاتش منتشر شده بودند، ولی بیشتر آهنگ‌هایش بعد از مرگش فرصت انتشار یافتند. در ۱۹۸۷ کوکران به تالار مشاهیر راک اند رول راه یافت. آهنگ‌های او توسط گروه‌های بزرگی کاور شده‌اند: گروه The Who، گروه بیچ بویز، گروه بیتلز، گروه لدزپلین، گروه UFO و... از آن جمله‌اند.